# 车向忱

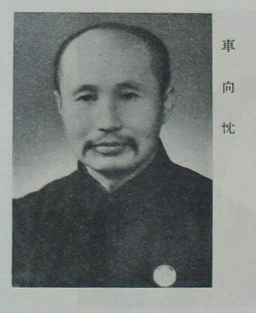

车向忱（1898年5月7日—1971年1月8日），原名庆和，字向忱，化名杨秀东，男，奉天法库人，中国教育家。

## 生平
车向忱早年曾在法库县中学、北平大学高等补习班学习。后考入中国大学法科，不久改读哲学系。1925年毕业后回沈阳，任教于东北大学附属中学、奉天省立第一高中等校。期间还从事平民教育，并创办了奉天学生平民服务团、奉天平民教育促进会等组织。1929年，与阎宝航、张希尧等组织成立辽宁国民常识促进会。1931年又参与创立东北民众抗日救国会并任执委、常委。1936年在西安东关索罗巷开办东北竞存小学。同年任东北民众救亡会执委、主任委员。1937年又任西北教育界抗日救国大同盟执委。抗日战争期间竞存学校成为中共地下党的联络站，中共陕西省委也在此设立了特别支部。抗战结束后，先后担任嫩江省人民政府副主席、东北行政委员会教育委员会主委、哈尔滨大学校长、东北行政委员会教育部部长等。1949年兼任东北实验学校校长。同年8月东北人民政府成立后，出任政府委员、文化教育部部长。
中华人民共和国成立后，于1949年11月当选中国民主同盟中央委员会委员。1953年任东北行政委员会委员，同年兼任沈阳师范学院院长。1955年出任辽宁省人民委员会副省长、辽宁省政协副主席。1956年当选中国民主促进会中央委员会副主席。文化大革命间受到批判，1969年下放至五七干校劳动。1971年逝世。

## 身后
1978年中共辽宁省委为其平反。